# Loémé
Loémé är ett vattendrag i Kongo-Brazzaville, som mynnar i Atlanten på gränsen till den angolanska exklaven Kabinda. Det rinner genom departementen Kouilou och Pointe-Noire, i den sydvästra delen av landet, 400 km väster om huvudstaden Brazzaville. Det nedre loppet med sjöarna Loufoualéba och Kayo är ett Ramsarområde.